# Бајонвил
Бајонвил (фр. Bayonville) насеље је и општина у североисточној Француској у региону Шампања-Ардени, у департману Ардени која припада префектури Вузје.
По подацима из 2011. године у општини је живело 101 становника, а густина насељености је износила 6,24 становника/km². Општина се простире на површини од 16,19 km². Налази се на средњој надморској висини од 245 метара.

## Демографија
| 1962. | 1968. | 1975. | 1982. | 1990. | 1999. | 2011. |
| ----- | ----- | ----- | ----- | ----- | ----- | ----- |
| 177   | 200   | 171   | 142   | 127   | 106   | 101   |

График промене броја становника у току последњих година